# Шон Тіл
Шон Тіл (англ. Sean Teale; нар. 18 червня 1992, Лондон, Англія, Велика Британія) — британський актор, відомий ролями принца Конде у серіалі «Царство» та Бена Ларсона у серіалі «Корпорація».

## Біографія
Шон Джеймс Тіл Виріс у Лондоні. Він має венесуельські, іспанські та уельські коріння. Його батько Ноель (англ. Noel) — консультант з ІТ, а мати Фіні (англ. Fini) працює в агентстві з дизайну реклами. Навчався в школі Латімер у Лондоні. В шкільні роки захоплювався регбі, футболом та акторською майстерністю. На одній із шкільних вистав Шона помітив агент, який порадив перестати займатися спортом, оскільки це може негативно вплинути на його зовнішність. Тіл відклав вступ у 2013 до Манчестерського університету, щоб займатися акторською кар'єрою.

## Кар'єра
Шон привернув увагу роллю Ніка Левана в молодіжному телесеріалі «Скінс». У 2014 відбувся кінодебют у незалежному фільмі «Are the Freaks», в той же час знімався у серіалі «Містер Селфрідж».
З 2014 по 2016 виконував роль Луї Конде у телесеріалі «Царство».
У 2015 вийшов фільм «Вціліла», в якому Шон знявся разом з Пірсом Броснаном, Еммою Томпсон і Мілою Йовович.

## Особисте життя
У 2013 на зйомках серіалу «Царство» Шон познайомився з актрисою Аделаїдою Кейн. Після завершення зйомок першого сезону вони почали зустрічатися.

## Фільмографія

### Фільми
| Рік  | Назва                              | Оригінальна назва                  | Роль         | Примітки        |
| ---- | ---------------------------------- | ---------------------------------- | ------------ | --------------- |
| 2010 | «Сержант Слотер, мій старший брат» | Sergeant Slaughter, My Big Brother | Дерек        | короткометражка |
| 2013 | «Смертельний спуск»                | Abominable Snowman                 | Ерландер     | телефільм       |
| 2014 |                                    | We Are the Freaks                  | Чанкс        |                 |
| 2015 | «Вціліла»                          | Survivor                           | Елвін Мердок |                 |
| 2015 | «Вечір випускного»                 | Graduation Afternoon               | Брюс Хоуп    | короткометражка |
| 2016 | «Темна сторона сонця»              | The Dark Side of the Sun           | Логан        | короткометражка |
| 2016 |                                    | B&B                                | Фред         |                 |

### Серіали
| Рік       | Назва                            | Оригінальна назва           | Роль                     | Примітки                 |
| --------- | -------------------------------- | --------------------------- | ------------------------ | ------------------------ |
| 2010      | «Саммер в Трансильванії»         | Summer in Transylvania      | Бред                     | 1 епізод                 |
| 2011–2012 | «Скінс»                          | Skins                       | Нік Леван                | сезон 5, 6: головна роль |
| 2013      | «Біблія»                         | The Bible                   | молодий Рамзес           | міні-серіал; 1 епізод    |
| 2014      | «Містер Селфрідж»                | Mr Selfridge                | Франко                   | 10 епізодів              |
| 2014–2016 | «Царство»                        | Reign                       | Луї Конде                | 22 епізоди               |
| 2015      | «Червоний шахтар»                | The Red Tent                | принц Шалем              | міні-серіал              |
| 2017      | «Корпорація»                     | Incorporated                | Бен Ларсон               | головна роль             |
| 2017      | «Вольтрон: Легендарний захисник» | Voltron: Legendary Defender | король Алфор             | 2 епізоди                |
| 2017-     | «Обдаровані»                     | The Gifted                  | Маркос Діас / Затемнення | головна роль             |
| 2020      |                                  | Little Voice                | Етан                     | головна роль             |
| 2023      | «Хто така Ерін Картер?»          | Who Is Erin Carter?         | Жорді Коллантес          | головна роль             |